# Phaulula galeata
Phaulula galeata är en insektsart som först beskrevs av Morgan Hebard 1922.  Phaulula galeata ingår i släktet Phaulula och familjen vårtbitare. Inga underarter finns listade i Catalogue of Life.